# Рокамонтепиано
Рокамонтепиа̀но (на италиански: Roccamontepiano) е община в Южна Италия, провинция Киети, регион Абруцо. Разположена е на 500 m надморска височина. Населението на общината е 1745 души (към 2010 г.).
Административен център на общината е село Сан Роко (San Rocco).